# مگاآپلود
مگاآپلود (به انگلیسی: Megaupload) یک شرکت برخط با ریشهٔ هنک کنگی بود که در سال ۲۰۰۵ برای استفاده در امر بارگذاری پرونده‌ها تأسیس شد. شامل یک بخش مشاهده پروندهای ویدیویی در وب‌گاه مگاویدیو (به انگلیسی: Megavideo) به عنوان پروژه خواهر خود است که به نام مگاپورن (به انگلیسی: Megaporn) (پیشتر به نام مگاروتیک (به انگلیسی: Megarotic)) نامیده می‌شود که میزبان محتوای پورنوگرافی بوده و سرویسی غیر رایگان است.

## تعطیلی مگاآپلود
در روز ۱۹ ژانویه ۲۰۱۲ پلیس فدرال آمریکا FBI در طرحی مشترک با پلیس نیوزیلند تمام مدیران سایت را به دلیل نقض آشکار و گسترده کپی رایت دستگیر کرد و سایت از دسترس خارج شد.
نام یکی از دستگیرشدگان، که مؤسس سایت مگاآپلود بود، کیم اشمیتز، ملقب به کیم دات کام است، در آن سال ۳۷ ساله بود،در هنگ کنگ و نیوزیلند اقامت داشت.
دادستان‌های فدرال این شرکت را متهم کرده‌اند بیش از ۵۰۰ میلیون دلار به دارندگان پروانه‌های حق پخش ضرر زده‌است.

### اتفاقات پس از تعطیلی
گروه هکرهای اینترنتی موسوم به انونیموس پس از این اتفاق به‌طور مدام به سایت‌های پلیس فدرال FBI حمله کردند و آن‌ها را از دسترس خارج کردند.

## ضبط و توقیف دامنه megaupload.com

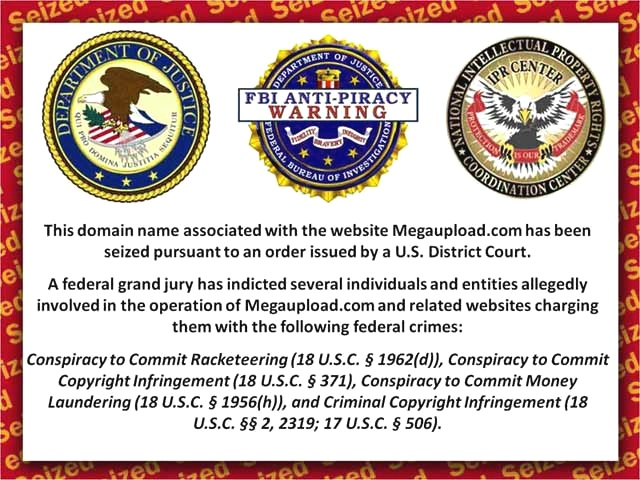

با ورود به این سایت با پیغام رو به رو مواجه می شوید:  "این نام دامنه که در ارتباط با سایت مگاآپلود است، طبق دستور صادر شده توسط دادگاه ایالات متحده تصرف شده. هیئت منصفه عالی فدرال نشان داده‌است که اشخاص و نهادهایی در عملیات سایت مگاآپلود درگیر بودند که طبق جرایم فدرال، جرم آنها:توطئه برای ارتکاب تجارت غیر قانونی، توطئه برای ارتکاب تخلف کپی رایت، توطئه برای ارتکاب پول شویی و نقض قوانین حق تکثیر."

## زبان‌های بین‌المللی
| - عربی - پرتغالی - چینی ساده شده - چینی سنتی - دانمارکی - آلمانی - انگلیسی - زبان فنلاندی - فرانسوی - یونانی | - ایتالیایی - ژاپنی - کره‌ای - هلندی - روسی - اسپانیایی - سوئدی - ترکی - نروژی - زبان ویتنامی |

## نسخه جدید
مؤسس جنجالی سایت «مگاآپلود» یعنی کیم دات‌کام بعدها وبسایتی با همان نام قبلی اما با آدرسی جدید (mega.nz) را راه اندازی کرد؛ که به گفته خودش این ورژن از سایت قانونی بوده و به کاربران فضایی با حجم 50 گیگ را به صورت رایگان ارائه می‎دهد.